# August 1992
Acest articol este generat integral pe baza informațiilor din articolul 1992 și este actualizat periodic de un robot.
 Editările făcute în articol vor fi șterse la următoarea actualizare! Dacă doriți să faceți modificări, editați articolul-sursă.

ianuarie -
februarie -
martie -
aprilie -
mai -
iunie -
iulie -
august -
septembrie -
octombrie -
noiembrie -
decembrie
August 1992 a fost a opta lună a anului și a început într-o zi de sâmbătă.

## Evenimente
- 15 august: Ion Iliescu petrece Ziua Marinei la Constanța. La ieșirea din prefectură este huiduit de un grup de cetățeni. Ilescu se repede la unul din ei rostind celebra frază în epocă: „Ce-ai cu mine, de ce huidui, măi animalule?”.[1][2]
- 16 august: Nigel Mansell își câștigă singurul titlu mondial în Formula 1.

## Nașteri
- 1 august: Nicolae Milinceanu, fotbalist din Republica Moldova (atacant)
- 3 august: Denis Ableazin, sportiv rus (gimnastică artistică)
- 4 august: Gemenii Cole Sprouse și Dylan Sprouse, actori americani de origine italiană
- 4 august: Daniele Garozzo, scrimer italian
- 4 august: Timur Safin, scrimer rus
- 7 august: Adam Yates, ciclist britanic
- 7 august: Simon Yates, ciclist britanic
- 9 august: Andrei Ciolacu, fotbalist român (atacant)
- 9 august: Marius Antonescu, rugbist român
- 10 august: Sun Yujie, scrimeră chineză
- 11 august: Allisson Lozz, actriță mexicană
- 13 august: Lucas Moura (Lucas Rodrigues Moura da Silva), fotbalist brazilian
- 13 august: Lois Abbingh, fotbalistă neerlandeză
- 13 august: Collins Ngoran Faï, fotbalist camerunez
- 14 august: Nzingha Prescod, scrimeră americană
- 16 august: Diego Schwartzman, jucător argentinian de tenis
- 20 august: Demi Lovato (n. Demetria Devonne Lovato), actriță și cântăreață americană
- 20 august: Ionuț Andrei Peteleu, fotbalist român
- 20 august: Ionuț Peteleu, fotbalist român
- 21 august: Ramiro Costa, fotbalist argentinian (atacant)
- 21 august: Haris Vučkić, fotbalist sloven
- 22 august: Denisa Dragomir, atletă română
- 24 august: Uliana Donskova, sportivă rusă (gimnastică ritmică)
- 25 august: Miyabi Natsuyaki, cântăreață japoneză
- 31 august: Nicolás Alejandro Tagliafico, fotbalist argentinian

## Decese
Cavanșir Rahimov (Cavanșir Izzat oglu Rahimov), 19 ani, erou național azer (n. 1973)
John Cage (John Milton Cage Jr.), 80 ani, compozitor, teoretician al muzicii, artist și filosof american (n. 1912)
Anda Călugăreanu (n. Anca Miranda Călugăreanu), 45 ani, actriță română de film și interpretă de muzică ușoară (n. 1946)
Tom Nolan, 71 ani, politician irlandez (n. 1921)
Christopher McCandless, explorator american (n. 1968)
Lazăr Sfera, 83 ani, fotbalist român de etnie sârbă (n. 1909)